# بيل إنجليش (مهندس حاسوب)
بيل إنجليش (27 يناير 1929 - 26 يوليو 2020) (بالإنجليزية: William Kirk English)‏ كان مهندس حاسوب أمريكي ساهم في تطوير فأرة الحاسوب أثناء عمله مع دوغلاس إنجيلبارت في معهد ستانفورد للأبحاث وقد عمل لاحقًا لصالح شركة زيروكس وشركة صن ميكروسيستمز.

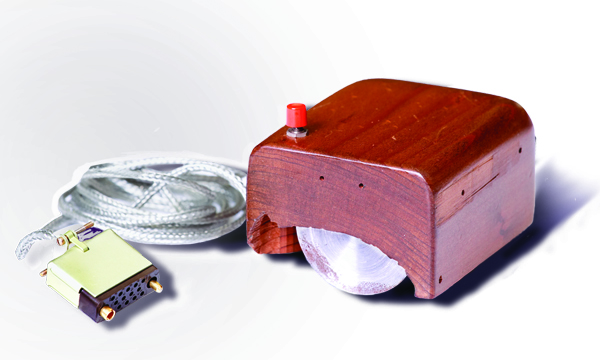
نموذج مبدئي لفأرة من تصميم دوغلاس إنجيلبارت وتصنيع بيل إنجليش

## وصلات خارجية
- وفاة ويليام إنغليش مخترع فأرة الكمبيوتر عن 91 عاما على موقع بي بي سي عربي